# 哈囉！你給問嗎？
《哈囉！你給問嗎？》是公共電視台的一個談話節目，主持人陳子見和李霈瑜。該節目是徵求國小至高中的青少年來參加，主要是共同討論政治人物。2023年10月7日，公共電視台舉行首次棚內採訪記者會。公視主頻於2023年10月30日首播。

## 歷史
該節目曾找藝人炎亞綸共同主持該節目，受炎亞綸拍攝未成年人性影像案影響，公共電視台表示，僅在樣帶階段，並中止後續合作關係。

## 獎項及提名
| 年份 | 頒獎典禮     | 獎項                 | 獲提名                   | 結果 |
| ---- | ------------ | -------------------- | ------------------------ | ---- |
| 2024 | 第59屆金鐘獎 | 生活風格節目主持人獎 | 視網膜（陳子見）、李霈瑜 | 提名 |

## 外部連結
- 哈囉！你給問嗎？的Facebook專頁